# Чешнегирово
Чешнегирово е село в Южна България. То се намира в община Садово, област Пловдив.

## История
Най-ранните сведения за селото са в регистъра на акънджиите от 1472 г., където то е посочено като „Село Поте джемаат-и мюслюманан“ – НБКМ-Сф, ОО – ОАК 94/73, л.58б. В два регистъра за авариз от ХVІІв. – съкратен (иджмал) от 1622 г.(Istanbul – BOA, MAD 3398, s.4 – 15 – с описите на селата в Пловдивско) и подробен (муфассал) от 1695 г. (Istanbul – BOA, MAD 3604, s.114 – 136 – с описите на селата от нахия Конуш на пловдивската каза), е посочено под името „Село Мюселем Ахмед ага“, като част от нахията Конуш на казата Филибе (Пловдив). Според двата дефтера от ХVІІв., в 1622 г., селото Мюселем Ахмед ага (Чешнегирово) е посочено с 5 християнски къщи, докато в края на века, в регистрацията от 1695 г., е отбелязано с 11 християнски къщи.
Чешнегирово е едно от старите села в община Садово, като се предполага, че е възникнало през втората половина на 16 в. За пръв път в султанска заповед от 1568 г., съхранявана в Генералния държавен архив на Република Турция  – в Истанбул се споменава местността „Чешнегиров азмак“, землище на село „Тахталъ“ до Филибе, което днес вече не съществува, след като още през османското владичество е било прелято в град Филибе (днес Пловдив), в която селяните от това село са били задължени да пазят моста над река Марица, намиращ се в същата местност. От това следва да се предположи, че първите чешнегировци, които са образували селото, са преселници от слятото с Пловдив село Тахталъ, известно от документи от 16 в. (Джелепкешанския регистър от 1576 г. .
Отново под името Чешнегир, селото се споменава в турски регистър за джизие от 1651 г., като е указано, че към въпросната година е брояло 4 къщи. Сведения за селото има и в два френски пътеписа от 18 век. В пътеписа на френския пътешественик Пол Люкас, минал през българските земи през 1706 г., се споменава, че село Инималем (т.е. Нова махала, сега Чешнегирово) е „... село твърде голямо и населено с българи, които бяха много гостоприемни към нас...“). В 1750 г. през селото минава и арменският пътешественик Ованес Товмаджиян, който в своя пътепис за пътуванията си по Европа и Ориента го обозначава под името „Село Йени махале“ – Лит.: Агоп Орманджиян – „Арменски пътеписи за Балканите ХVІІ-ХІХв.“, Сф, 1984 г., стр.84.. Сведения за селото под името Иннималъ има и в пътеписа на френския пътешественик Б. Женне от 1786 – 1789 г. Според местните предания по време на една чумна епидемия, селото се разделило на две части: една част от населението напуснала старото поселение в равнината до бреговете на река Марица, като се изкачила на близките естествени възвишения, където образувала ново селище – приемник на старото, а именно днешното Чешнегирово. Друга част от населението се пръснала по разни краища, като пак според местните предания част от нея образувала Садово. Кога е станала въпросната епидемия не е известно, но според сведенията на един дубровнишки пътепис, написан от неизвестен автор, минал през българските земи и през селото в 1792 г., селото вече е било разположено на възвишенията, като е указано, че името му вече е Ени махала – докато в пътеписа от 1706 г. е указано, че е долу в равнината. От всичко това следва, че въпросната епидемия е станала някъде в годините от периода 1707 – 1785 г.. През 18 век селото се казва Чешнегир Нова махала.
За далечното минало на селото е известно много малко. На територията на землището на Чешнегирово е било разкрито славянско селище от периода 7 – 8 век. В селски двор в самото Чешнегирово е била намерена бронзова монета на гръцкия град Маронея, сечена в периода 2 – 1 век пр.н.е. Също в самото село е бил намерен и железен връх на стрела. В землището на селото е бил открит и почти изцяло повреден римски крайпътен надпис, вероятно съставен на старогръцки език. В местността „Кемера“ в чешнегировско землище е била случайно намерена продупчена сребърна средновековна венецианска монета – грош, сечен от дожа Джовани Соранцо (1312 – 1328). Намерени са и сребърен талер от времето на австрийската императрица Мария Терезия (1740 – 1780), с емисия 1771 г., както и продупчена медна османска монета – мангър на султан Ахмед III (1703 – 1730) от 1704 г., а също така и друга османска монета – златен алтън с голям номинал, сечен от султан Абдул Хамид I (1774 – 1789), емисия 1774 г., също продупчена.
За първи път училище в селото е било отворено през 1851 г. Училището се е помещавало в черковния двор в две ниски стаи., прилични на килии,а 5 год по късно,през  1856 г. в Чешнегир Нова Махала е построен храмът „Св. Теодор Тирон“
Днес Чешнегирово е едно от големите села, както в община Садово в частност, така и в Пловдивска област като цяло. До началото на 21 век край селото функционира военно летище, известно с високата си товароносимост, и новобрански център на ВВС. На това летище са използвани самолети МИГ-17, МИГ-23, Л-29 и Л-39.

## Етнография
- Типична женска народна носия от Чешнегирово
- Типична женска народна носия от Чешнегирово
- Традиционни носии от Чешнегирово

## Редовни събития
Всяка година през първата седмица на месец август (първата събота-неделя след църковния празник Преображение) се провежда традиционен събор на празника на изградения в близост до селото параклис на Свети Пантелеймон.

## Личности
- Тодор Георгиев – български офицер (генерал-лейтенант), началник на щаба на армията (1934 – 1936).
- Христо Георгиев Стоилов – Главатар на бандата на 20-те – най-многочислената банда в България, действаща в средата на 30-те години на XX век в Пловдив и неговата околност, роден през 1899 г. – осъден на смърт и обесен 1935 г.
- Васил Георгиев - DJ Vasseto (р.1996г.) - известен DJ, който започва своята кариера в селото, а в последствие стъпва и в големи градове - Пловдив, Раковски, Асеновград и др.

## Други
Според много от хората в селото произходът на името на селището (Чешнигирово) е пряко сързано с името на човек, когото са наричали Чешнигир. За него се предава, че е бил на служба (при местния бей най-вероятно), на която той се е грижел за правилното овкусяване на блюдата на масата – един вид опитвач и оценител на продуктите на кухнята. Друга легенда, която се носи за него е, че той и неговото семейство (а вероятно и неколцина други) са инициаторите за преместването на поселението, както и едни от първите преселили се на близкото възвишение (където в наши дни се намира селото), бягайки от болестите, носени от комарите в „азмак“-а (мочура близко до р. Марица, близо до който първоначално е било селото) и така спасявайки доста хора.
Реално погледнато етимологията на името на селото е тясно свързана с турската дума çeşnici (произнасяно „чешниджи“ , а на български – вероятно чешниджия), която буквално преведена означава опитвач и определено е в пълно съответствие със съществуващите и до днес предания за човека на име Чешнигир.
В своето жизнеописание от втората половина на 15 век, Константин Михайлович описва живота и бита на хората в Османската империя, от позицията на еничар на султана. В него той споменава за специални дегустатори, които поднасят храната на султана или на богат велможа, които турците наричали чешниджилер (çeşniciler). Такива хора при султана били над 80 души, чийто началник наричали чешниджи-паша. Този пътепис е известен под името „Записки на еничара“, озаглавен така: „Хроника на турските дела на Константин, сина на Михаил Константинович от Островица раца, който бил взет от турците за еничар“ Втората половина на 15 век